# Discographie de Shinee
La discographie du boys band sud-coréen SHINee est constituée de douze albums studios, six mini-albums et de trente-neuf singles.

## Albums

### Albums studios
| Titre                                                                                       | Détails de l'album | Meilleures positions | Meilleures positions | Meilleures positions | Meilleures positions | Meilleures positions | Ventes                                                             | Certifications   |
| Titre                                                                                       | Détails de l'album | COR ,                | JPN ,                | TW                   | US Heat              | US World             | Ventes                                                             | Certifications   |
| Coréen                                                                                      | Coréen | Coréen               | Coréen               | Coréen               | Coréen               | Coréen               | Coréen                                                             | Coréen           |
| ------------------------------------------------------------------------------------------- | --- | -------------------- | -------------------- | -------------------- | -------------------- | -------------------- | ------------------------------------------------------------------ | ---------------- |
| The Shinee World                                                                            | - Date de sortie : 29 août 2008 - Réédition : 29 octobre 2008 (Amigo) - Label : SM Entertainment - Formats : CD, téléchargement numérique                                                                             | 1                    | 47                   | 11                   | —                    | —                    | - COR: Plus de 185 046, - JPN: Plus de 8 001                       |                  |
| Lucifer                                                                                     | - Date de sortie : 19 juillet 2010 - Réédition : 4 octobre 2010 (Hello) - Label: SM Entertainment - Formats : CD, téléchargement numérique                                                                            | 1                    | 14                   | 7                    | —                    | —                    | - COR: Plus de 241 432, - JPN: Plus de 19 283 - TW: Plus de 30 000 |                  |
| The Misconceptions                                                                          | - Dream Girl – The Misconceptions of You - Date de sortie : 19 février 2013 - Réédition : 8 août 2013 (The Misconceptions of Us) - Labels : SM Entertainment, KMP Holdings - Formats : CD, téléchargement numérique   | 1                    | 10                   | 2                    | 5                    | 2                    | - COR: Plus de 363 893, - JPN: Plus de 54 824                      |                  |
| The Misconceptions                                                                          | - Why So Serious? – The Misconceptions of Me - Date de sortie : 26 avril 2013 - Réédition : 8 août 2013 (The Misconceptions of Us) - Labels : SM Entertainment, KMP Holdings - Formats : CD, téléchargement numérique | 1                    | 8                    | 6                    | 5                    | 1                    | - COR: Plus de 363 893, - JPN: Plus de 54 824                      |                  |
| Odd                                                                                         | - Date de sortie : 18 mai 2015 - Réédition : 3 août 2015 (Married to the Music) - Labels : SM Entertainment, KT Music - Formats : CD, téléchargement numérique                                                        | 1                    | 6                    | 4                    | 9                    | 1                    | - COR: Plus de 265 639, - JPN: Plus de 31 940 - US: Plus de 2 000  |                  |
| 1 of 1                                                                                      | - Date de sortie : 5 octobre 2016 - Réédition : 15 novembre 2016 (1 and 1) - Labels : SM Entertainment, KT Music - Formats : CD, cassette, téléchargement numérique                                                   | 1                    | 11                   | —                    | 14                   | 2                    |                                                                    |                  |
| The Story of Light                                                                          | - The Story of Light EP.1 - Date de sortie : 28 mai 2018 - Réédition : 10 septembre 2018 (The Story of Light Epilogue) - Labels : SM Entertainment, IRIVER Corporation - Formats : CD, téléchargement numérique       | 1                    | 7                    | —                    | 2                    | 4                    |                                                                    |                  |
| The Story of Light                                                                          | - The Story of Light EP.2 - Date de sortie : 11 juin 2018 - Réédition : 10 septembre 2018 (The Story of Light Epilogue) - Labels : SM Entertainment, IRIVER Corporation - Formats : CD, téléchargement numérique      | 1                    | 8                    | —                    | 5                    | 4                    |                                                                    |                  |
| The Story of Light                                                                          | - The Story of Light EP.3 - Date de sortie : 25 juin 2018 - Réédition : 10 septembre 2018 (The Story of Light Epilogue) - Labels : SM Entertainment, IRIVER Corporation - Formats : CD, téléchargement numérique      | 2                    | 18                   | —                    | 11                   | 4                    |                                                                    |                  |
| Don't Call Me                                                                               | - Date de sortie : 22 février 2021 - Réédition : 12 avril 2021 (Atlantis) - Labels : SM Entertainment, Dreamus Company - Formats : CD, téléchargement numérique                                                       | 1                    | 7                    | —                    | 14                   | 7                    |                                                                    | KMCA : Platinium |
| Hard                                                                                        | - Date prévisionnelle de sortie : 26 juin 2023 - Label : SM Entertainment - Formats : CD, téléchargement numérique |                      |                      |                      |                      |                      |                                                                    |                  |
| Japonais                                                                                    | |                      |                      |                      |                      |                      |                                                                    |                  |
| The First                                                                                   | - Date de sortie : 7 décembre 2011 - Label : EMI Music Japan - Formats : CD, téléchargement numérique | 3                    | 4                    | 4                    | —                    | —                    | - JPN: Plus de 122 585 - COR: Plus de 8 254                        | RIAJ: Or         |
| Boys Meet U                                                                                 | - Date de sortie : 26 juin 2013 - Labels : EMI Records Japan, Universal Music Japan - Formats : CD, téléchargement numérique                                                                                          | —                    | 2                    | 10                   | —                    | —                    | - JPN: Plus de 69 010                                              | RIAJ: Or         |
| I'm Your Boy                                                                                | - Date de sortie : 24 septembre 2014 - Labels : EMI Records Japan, Universal Music Japan - Formats : CD, téléchargement numérique                                                                                     | 9                    | 1                    | 5                    | —                    | —                    | - JPN: Plus de 56 342, - COR: Plus de 3 662                        |                  |
| DxDxD                                                                                       | - Date de sortie : 1er janvier 2016 - Labels : EMI Records Japan, Universal Music Japan - Formats : CD, téléchargement numérique                                                                                      | —                    | 1                    | 2                    | —                    | —                    |                                                                    |                  |
| Five                                                                                        | - Date de sortie : 27 janvier 2017 - Labels : EMI Records Japan, Universal Music Japan - Formats : CD, téléchargement numérique                                                                                       | —                    | 3                    | 1                    | —                    | —                    |                                                                    |                  |
| "—" montre qu'aucun classement n'a été atteint ou que ce n'est pas sorti dans cette région. | |                      |                      |                      |                      |                      |                                                                    |                  |

### Compilation
| Titre                                                                                       | Détails | Meilleures positions | Meilleures positions | Ventes                 |
| Titre                                                                                       | Détails | KOR                  | JPN                  | Ventes                 |
| Coréenne                                                                                    | Coréenne | Coréenne             | Coréenne             | Coréenne               |
| ------------------------------------------------------------------------------------------- | --- | -------------------- | -------------------- | ---------------------- |
| The Misconceptions of Us                                                                    | - Date de sortie : 8 août 2013 - Labels : SM Entertainment, KT Music - Formats : CD, téléchargement numérique                 | 4                    | 17                   | - COR: Plus de 48 935, |
| The Story of Light Epilogue                                                                 | - Date de sortie : 10 septembre 2018 - Labels : SM Entertainment, IRIVER Corporation - Formats : CD, téléchargement numérique | 1                    | 8                    |                        |
| Japonaise                                                                                   | |                      |                      |                        |
| Shinee The Best From Now On                                                                 | - Date de sortie : 18 avril 2018 - Labels : EMI Records Japan, Universal Music Japan - Formats : CD, téléchargement numérique | —                    | 1                    |                        |
| "—" montre qu'aucun classement n'a été atteint ou que ce n'est pas sorti dans cette région. | |                      |                      |                        |

### Extended plays
| Titre                                                                                       | Détails | Meilleures positions | Meilleures positions | Meilleures positions | Meilleures positions | Meilleures positions | Ventes                                       |
| Titre                                                                                       | Détails | KOR [B]              | JPN                  | TW                   | US Heat              | US World             | Ventes                                       |
| Coréen                                                                                      | Coréen | Coréen               | Coréen               | Coréen               | Coréen               | Coréen               | Coréen                                       |
| ------------------------------------------------------------------------------------------- | --- | -------------------- | -------------------- | -------------------- | -------------------- | -------------------- | -------------------------------------------- |
| Replay                                                                                      | - Date de sortie : 22 mai 2008 - Label : SM Entertainment - Formats : CD, téléchargement numérique                   | 8                    | —                    | —                    | —                    | —                    | - COR: Plus de 51 604                        |
| Romeo                                                                                       | - Date de sortie : 25 mai 2009 - Label : SM Entertainment - Formats : CD, téléchargement numérique                   | 1                    | 39                   | —                    | —                    | —                    | - COR: Plus de 119 363, - JPN: Plus de 3 485 |
| 2009, Year of Us                                                                            | - Date de sortie : 22 octobre 2009 - Label : SM Entertainment - Formats : CD, téléchargement numérique               | 1                    | 40                   | —                    | —                    | —                    | - COR: Plus de 114 474, - JPN: Plus de 3 378 |
| Sherlock                                                                                    | - Date de sortie : 21 mars 2012 - Label : SM Entertainment - Formats : CD, téléchargement numérique                  | 1                    | 13                   | 3                    | 10                   | 5                    | - COR: Plus de 198 919 - JPN: Plus de 23 680 |
| Everybody                                                                                   | - Date de sortie : 14 octobre 2013 - Labels : SM Entertainment, EMI Music - Formats : CD, téléchargement numérique   | 1                    | 7                    | 7                    | 20                   | 2                    | - COR: Plus de 140 953 - JPN: Plus de 22 365 |
| Japonais                                                                                    | |                      |                      |                      |                      |                      |                                              |
| Superstar                                                                                   | - Date de sortie : 28 juin 2021 - Labels : EMI Music, Universal Music Japan - Formats : CD, téléchargement numérique | —                    | 1                    | —                    | —                    | —                    |                                              |
| "—" montre qu'aucun classement n'a été atteint ou que ce n'est pas sorti dans cette région. | |                      |                      |                      |                      |                      |                                              |

### Albums live
| Titre                                                                                       | Détails | Meilleures positions | Meilleures positions | Ventes                                     |
| Titre                                                                                       | Détails | KOR                  | JPN                  | Ventes                                     |
| Coréen                                                                                      | |                      |                      |                                            |
| ------------------------------------------------------------------------------------------- | --- | -------------------- | -------------------- | ------------------------------------------ |
| The 1st Concert Album "Shinee World"                                                        | - Date de sortie : 1er février 2012 - Label : SM Entertainment - Formats : CD, téléchargement numérique            | 3                    | 40                   | - COR: Plus de 33 202 - JPN: Plus de 2 113 |
| The 2nd Concert Album "Shinee World II"                                                     | - Date de sortie : 2 avril 2014 - Labels : SM Entertainment, KT Music - Formats : CD, téléchargement numérique     | 5                    | 100                  | - COR: Plus de 10 282 - JPN: Plus de 960   |
| The 3rd Concert Album "Shinee World III"                                                    | - Date de sortie : 11 décembre 2014 - Labels : SM Entertainment, KT Music - Formats : CD, téléchargement numérique | 3                    | —                    | - COR: Plus de 14 304                      |
| The 4th Concert Album "Shinee World IV"                                                     | - Date de sortie : 22 avril 2016 - Labels : SM Entertainment - Formats : CD, téléchargement numérique              | 6                    | 43                   | - COR: 12 000                              |
| "—" montre qu'aucun classement n'a été atteint ou que ce n'est pas sorti dans cette région. | |                      |                      |                                            |

## Singles
| "Noona Neomu Yeppeo (Replay)"                                                               | 2008 | —   | NC | * | — | —  | 23 |                               | Replay                                     |
| "Sanso Gateun Neo (Love Like Oxygen)"                                                       | 2008 | —   | NC | * | — | —  | —  |                               | The Shinee World                           |
| "A.Mi.Go (Amigo)"                                                                           | 2008 | —   | NC | * | — | —  | —  |                               | The Shinee World                           |
| "Juliette"                                                                                  | 2009 | —   | NC | * | — | —  | —  |                               | Romeo                                      |
| "Ring Ding Dong"                                                                            | 2009 | —   | NC | * | — | —  | 16 |                               | 2009, Year of Us                           |
| "JoJo"                                                                                      | 2009 | —   | NC | * | — | —  | —  |                               | 2009, Year of Us                           |
| "Lucifer"                                                                                   | 2010 | 2   | NC | * | — | —  | 3  | - COR (DL): Plus de 1 431 431 | Lucifer                                    |
| "Hello"                                                                                     | 2010 | 7   | —  | * | — | —  | 3  | - COR (DL): Plus de 1 005 756 | Lucifer                                    |
| "Sherlock (Clue + Note)"                                                                    | 2012 | 1   | 3  | * | — | —  | 4  | - COR (DL): Plus de 1 720 124 | Sherlock                                   |
| "Dream Girl"                                                                                | 2013 | 1   | 3  | — | — | —  | 3  | - COR (DL): Plus de 942 747   | Dream Girl – The Misconceptions of You     |
| "Why So Serious?"                                                                           | 2013 | 15  | 16 | — | — | —  | 6  | - COR (DL): Plus de 447 753   | Why So Serious? – The Misconceptions of Me |
| "Everybody"                                                                                 | 2013 | 1   | 15 | — | — | —  | 3  | - COR (DL): Plus de 433 730   | Everybody                                  |
| "View"                                                                                      | 2015 | 1   | NC | 8 | — | —  | 2  | - COR (DL): Plus de 583 896   | Odd                                        |
| "Married To The Music"                                                                      | 2015 | 9   | NC | — | — | —  | —  | - COR (DL): Plus de 177 927   | Odd                                        |
| "1 of 1"                                                                                    | 2016 | 4   | —  |   | — | —  | 3  |                               | 1 of 1                                     |
| "Tell Me What do To"                                                                        | 2016 | 4   | —  |   | — | —  | 3  |                               | 1 and 1                                    |
| "Good Evening"                                                                              | 2018 | 10  | 15 |   | — | 26 | 8  |                               | The Story of Light EP.1                    |
| "I Want You"                                                                                | 2018 | 20  | 9  |   | — | 47 | 10 |                               | The Story of Light EP.2                    |
| "Our Page"                                                                                  | 2018 | 37  | 31 |   | — | 92 | 16 |                               | The Story of Light EP.3                    |
| "Countless"                                                                                 | 2018 | 74  | —  |   | — | 76 | 4  |                               | The Story of Light Epilogue                |
| "Don't Call Me"                                                                             | 2021 | 3   | 7  |   | — | 98 | 8  |                               | Don't Call Me                              |
| "Atlantis"                                                                                  | 2021 | 11  | 34 |   | — | —  | 3  |                               | Atlantis                                   |
| Japonais                                                                                    |      |     |    |   |   |    |    |                               |                                            |
| "Replay (Kimi wa Boku no Everything)"                                                       | 2011 | —   | NC | * | 2 | 2  | —  | - RIAJ: Plus de 114 314 (Or)  | The First                                  |
| "Juliette"                                                                                  | 2011 | —   | —  | * | 3 | 3  | —  | - JPN: Plus de 73 736         | The First                                  |
| "Lucifer"                                                                                   | 2011 | —   | —  | * | 2 | 4  | —  | - JPN: Plus de 62 689         | The First                                  |
| "Sherlock"                                                                                  | 2012 | —   | —  | * | 2 | 4  | —  | - JPN: Plus de 69 316         | Boys Meet U                                |
| "Dazzling Girl"                                                                             | 2012 | —   | —  | * | 2 | 2  | —  | - RIAJ: Plus de 110 915 (Or)  | Boys Meet U                                |
| "1000-nen, Zutto Soba ni Ite..."                                                            | 2012 | —   | —  | * | 3 | 3  | —  | - JPN: Plus de 47 637         | Boys Meet U                                |
| "Fire"                                                                                      | 2013 | —   | —  | — | 5 | 7  | —  | - JPN: Plus de 54 928         | Boys Meet U                                |
| "Boys Meet U"                                                                               | 2013 | —   | —  | — | 2 | 2  | —  | - RIAJ: Plus de 124 729 (Or)  | I'm Your Boy                               |
| "3 2 1"                                                                                     | 2013 | 161 | —  | — | 3 | 2  | —  | - JPN: Plus de 82 236         | I'm Your Boy                               |
| "Lucky Star"                                                                                | 2014 | —   | —  | — | 3 | 2  | —  | - JPN: Plus de 40 169         | I'm Your Boy                               |
| "Your Number"                                                                               | 2015 | —   | NC | — | 2 | 3  | —  | - RIAJ: Plus de 134 144 (Or)  | DxDxD                                      |
| "Sing Your Song"                                                                            | 2015 | —   | NC | — | — | —  | —  |                               | DxDxD                                      |
| "Kimi no Seide"                                                                             | 2016 | —   | —  | — | 2 | 4  | —  |                               | Five                                       |
| "Winter Wonderland"                                                                         | 2016 | —   | —  | — | 2 | 3  | —  |                               | Five                                       |
| "From Now On"                                                                               | 2018 | —   | —  | — | — | 14 | —  |                               | Shinee The Best From Now On                |
| "Sunny Side"                                                                                | 2018 | —   | —  | — | 4 | 5  | —  |                               |                                            |
| "Superstar"                                                                                 | 2021 | —   | —  | — | — | 64 | —  |                               | Superstar                                  |
| "—" montre qu'aucun classement n'a été atteint ou que ce n'est pas sorti dans cette région. |      |     |    |   |   |    |    |                               |                                            |

## Bande originale
| Titre                                                                                       | Année | Meilleures positions | Meilleures positions | Meilleures positions | Meilleures positions  | Artiste(s)                             | Album                                      |
| Titre                                                                                       | Année | KOR Gaon Chart       | KOR Billboard K-Pop  | JPN Oricon Chart     | JPN Billboard Hot 100 | Artiste(s)                             | Album                                      |
| ------------------------------------------------------------------------------------------- | ----- | -------------------- | -------------------- | -------------------- | --------------------- | -------------------------------------- | ------------------------------------------ |
| "Stand By Me"                                                                               | 2009  | —                    | NC                   | —                    | —                     | Shinee                                 | Boys Over Flowers OST Part 1               |
| "Bodyguard"                                                                                 | 2009  | —                    | NC                   | —                    | —                     | Shinee                                 | Single digital pour Boys Over Flowers      |
| "Countdown"                                                                                 | 2009  | —                    | NC                   | —                    | —                     | Shinee                                 | Dream: Original Soundtrack                 |
| "Fly High"                                                                                  | 2010  | 38                   | NC                   | —                    | —                     | Shinee                                 | Prosecutor Princess OST Part 1             |
| "하루 (Haru)"                                                                               | 2010  | 54                   | NC                   | —                    | —                     | Shinee                                 | Haru Original Soundtrack                   |
| "하루 (Haru)" (Rock version)                                                                | 2010  | —                    | NC                   | —                    | —                     | Shinee                                 | Haru Original Soundtrack                   |
| "하루 (Haru)" (X-Mas Version)                                                               | 2010  | 72                   | NC                   | —                    | —                     | Shinee feat. Oh Joon Sung              | Haru Original Soundtrack Christmas Version |
| "So Goodbye"                                                                                | 2011  | 28                   | NC                   | —                    | —                     | Jonghyun                               | City Hunter OST Part 2                     |
| "Bravo"                                                                                     | 2011  | —                    | —                    | —                    | —                     | Key, Leeteuk                           | History of Salary Man OST Part 2           |
| "Stranger"                                                                                  | 2011  | 27                   | 63                   | —                    | —                     | Shinee                                 | Stranger OST                               |
| "One Dream"                                                                                 | 2012  | 34                   | 51                   | —                    | —                     | BoA feat. Key et Henry                 | SBS K-pop Star Theme Song                  |
| "Dear My Family"                                                                            | 2012  | —                    | —                    | —                    | —                     | Jonghyun avec divers artistes de la SM | I AM. Soundtrack                           |
| "In Your Eyes"                                                                              | 2012  | 60                   | 52                   | —                    | —                     | Onew                                   | To the Beautiful You OST                   |
| "너란 말야 (U)"                                                                             | 2012  | 107                  | 85                   | —                    | —                     | Taemin                                 | To the Beautiful You OST                   |
| "1 Out of 100"                                                                              | 2013  | 148                  | —                    | —                    | —                     | Jonghyun                               | The King's Dream OST Part 3                |
| "Green Rain"                                                                                | 2013  | 44                   | 18                   | —                    | —                     | Shinee                                 | The Queen's Classroom OST Part 2           |
| "3 2 1"                                                                                     | 2013  | 161                  | —                    | 3                    | 2                     | Shinee                                 | Tokyo Toybox OST                           |
| "Footsteps"                                                                                 | 2013  | 37                   | 66                   | —                    | —                     | Taemin                                 | Prime Minister et I OST Part 1             |
| "Moonlight"                                                                                 | 2013  | 54                   | —                    | —                    | —                     | Onew                                   | Miss Korea OST Part 1                      |
| "She"                                                                                       | 2014  | —                    | —                    | —                    | —                     | Jonghyun                               | Birth of a Beauty OST Part 1               |
| "That Name"                                                                                 | 2015  | 36                   | —                    | —                    | —                     | Jonghyun, Taemin                       | Who Are You: School 2015 OST               |
| "—" montre qu'aucun classement n'a été atteint ou que ce n'est pas sorti dans cette région. |       |                      |                      |                      |                       |                                        |                                            |

## Autres chansons classées
| Titre                                                                                       | Année  | Meilleures positions | Meilleures positions | Meilleures positions | Meilleures positions  | Meilleures positions       | Album                                      |
| Titre                                                                                       | Année  | KOR Gaon Chart       | KOR Billboard K-Pop  | CHN Baidu Chart      | JPN Billboard Hot 100 | US Billboard World Digital | Album                                      |
| Coréen                                                                                      | Coréen | Coréen               | Coréen               | Coréen               | Coréen                | Coréen                     | Coréen                                     |
| ------------------------------------------------------------------------------------------- | ------ | -------------------- | -------------------- | -------------------- | --------------------- | -------------------------- | ------------------------------------------ |
| "Obsession"                                                                                 | 2010   | 39                   | NC                   | *                    | —                     | —                          | Lucifer                                    |
| "Love Still Goes On"                                                                        | 2010   | 56                   | NC                   | *                    | —                     | —                          | Lucifer                                    |
| "Up & Down"                                                                                 | 2010   | 58                   | NC                   | *                    | —                     | 18                         | Lucifer                                    |
| "Electric Heart'"                                                                           | 2010   | 62                   | NC                   | *                    | —                     | —                          | Lucifer                                    |
| "Your Name"                                                                                 | 2010   | 63                   | NC                   | *                    | —                     | —                          | Lucifer                                    |
| "Quasimodo"                                                                                 | 2010   | 64                   | NC                   | *                    | —                     | —                          | Lucifer                                    |
| "A-Yo"                                                                                      | 2010   | 65                   | NC                   | *                    | —                     | —                          | Lucifer                                    |
| "Life"                                                                                      | 2010   | 69                   | NC                   | *                    | —                     | —                          | Lucifer                                    |
| "Ready or Not"                                                                              | 2010   | 71                   | NC                   | *                    | —                     | —                          | Lucifer                                    |
| "Shout Out"                                                                                 | 2010   | 75                   | NC                   | *                    | —                     | —                          | Lucifer                                    |
| "Wowowow"                                                                                   | 2010   | 78                   | NC                   | *                    | —                     | —                          | Lucifer                                    |
| "Love Pain"                                                                                 | 2010   | 81                   | NC                   | *                    | —                     | —                          | Lucifer                                    |
| "One"                                                                                       | 2010   | 86                   | NC                   | *                    | —                     | —                          | Lucifer (Hello repackage)                  |
| "Get It"                                                                                    | 2010   | 110                  | NC                   | *                    | —                     | —                          | Lucifer (Hello repackage)                  |
| "Last Christmas" (Wham! cover)                                                              | 2011   | 133                  | —                    | *                    | —                     | —                          | Winter SMTown – The Warmest Gift           |
| "Note"                                                                                      | 2012   | 18                   | 49                   | *                    | —                     | —                          | Sherlock                                   |
| "Alarm Clock"                                                                               | 2012   | 23                   | 51                   | *                    | —                     | —                          | Sherlock                                   |
| "Clue"                                                                                      | 2012   | 24                   | 53                   | *                    | —                     | —                          | Sherlock                                   |
| "Honesty"                                                                                   | 2012   | 26                   | 55                   | *                    | —                     | —                          | Sherlock                                   |
| "Stranger"                                                                                  | 2012   | 27                   | 63                   | *                    | —                     | —                          | Sherlock                                   |
| "The Reason"                                                                                | 2012   | 31                   | 66                   | *                    | —                     | —                          | Sherlock                                   |
| "Aside"                                                                                     | 2013   | 23                   | 32                   | —                    | —                     | —                          | Dream Girl – The Misconceptions of You     |
| "Punch Drunk Love"                                                                          | 2013   | 30                   | 83                   | —                    | —                     | —                          | Dream Girl – The Misconceptions of You     |
| "Girls, Girls, Girls"                                                                       | 2013   | 31                   | 68                   | —                    | —                     | —                          | Dream Girl – The Misconceptions of You     |
| "Beautiful"                                                                                 | 2013   | 32                   | 54                   | —                    | —                     | 22                         | Dream Girl – The Misconceptions of You     |
| "Hitchhiking"                                                                               | 2013   | 36                   | 91                   | —                    | —                     | —                          | Dream Girl – The Misconceptions of You     |
| "Spoiler"                                                                                   | 2013   | 37                   | 97                   | —                    | —                     | 17                         | Dream Girl – The Misconceptions of You     |
| "Dynamite"                                                                                  | 2013   | 45                   | —                    | —                    | —                     | 21                         | Dream Girl – The Misconceptions of You     |
| "Runaway"                                                                                   | 2013   | 48                   | —                    | —                    | —                     | —                          | Dream Girl – The Misconceptions of You     |
| "Can't Leave"                                                                               | 2013   | 100                  | 87                   | —                    | —                     | —                          | Why So Serious? – The Misconceptions of Me |
| "Shine (Medusa I)"                                                                          | 2013   | 100                  | 80                   | —                    | —                     | —                          | Why So Serious? – The Misconceptions of Me |
| "Nightmare"                                                                                 | 2013   | 113                  | 100                  | 10                   | —                     | —                          | Why So Serious? – The Misconceptions of Me |
| "Orgel"                                                                                     | 2013   | 115                  | —                    | —                    | —                     | —                          | Why So Serious? – The Misconceptions of Me |
| "Like a Fire"                                                                               | 2013   | 116                  | 92                   | —                    | —                     | —                          | Why So Serious? – The Misconceptions of Me |
| "Evil"                                                                                      | 2013   | 121                  | —                    | —                    | —                     | 21                         | Why So Serious? – The Misconceptions of Me |
| "Excuse Me Miss"                                                                            | 2013   | 123                  | —                    | —                    | —                     | —                          | Why So Serious? – The Misconceptions of Me |
| "Dangerous (Medusa II)"                                                                     | 2013   | 127                  | —                    | —                    | —                     | —                          | Why So Serious? – The Misconceptions of Me |
| "Selene 6.23"                                                                               | 2013   | 9                    | 13                   | —                    | —                     | —                          | The Misconceptions of Us                   |
| "Better Off"                                                                                | 2013   | 44                   | 55                   | —                    | —                     | —                          | The Misconceptions of Us                   |
| "Symptoms"                                                                                  | 2013   | 12                   | 57                   | —                    | —                     | 5                          | Everybody                                  |
| "Close the Door"                                                                            | 2013   | 31                   | 89                   | —                    | —                     | —                          | Everybody                                  |
| "One Minute Back"                                                                           | 2013   | 32                   | 90                   | —                    | —                     | —                          | Everybody                                  |
| "Colorful"                                                                                  | 2013   | 36                   | 98                   | —                    | —                     | —                          | Everybody                                  |
| "Queen of New York"                                                                         | 2013   | 37                   | 95                   | —                    | —                     | —                          | Everybody                                  |
| "Destination"                                                                               | 2013   | 42                   | —                    | —                    | —                     | —                          | Everybody                                  |
| "Love Sick"                                                                                 | 2015   | 9                    | NC                   | —                    | —                     | —                          | Odd                                        |
| "Odd Eye"                                                                                   | 2015   | 21                   | NC                   | —                    | —                     | —                          | Odd                                        |
| "An Encore"                                                                                 | 2015   | 26                   | NC                   | —                    | —                     | —                          | Odd                                        |
| "An Ode to You"                                                                             | 2015   | 29                   | NC                   | —                    | —                     | —                          | Odd                                        |
| "Romance"                                                                                   | 2015   | 31                   | NC                   | —                    | —                     | —                          | Odd                                        |
| "Farewell My Love"                                                                          | 2015   | 36                   | NC                   | —                    | —                     | —                          | Odd                                        |
| "Black Hole"                                                                                | 2015   | 37                   | NC                   | —                    | —                     | —                          | Odd                                        |
| "Trigger"                                                                                   | 2015   | 39                   | NC                   | —                    | —                     | —                          | Odd                                        |
| "Woof Woof"                                                                                 | 2015   | 42                   | NC                   | —                    | —                     | —                          | Odd                                        |
| "Alive"                                                                                     | 2015   | 43                   | NC                   | —                    | —                     | —                          | Odd                                        |
| "Savior"                                                                                    | 2015   | 56                   | NC                   | —                    | —                     | —                          | Odd (Married to the Music Repackage)       |
| "Hold You"                                                                                  | 2015   | 86                   | NC                   | —                    | —                     | —                          | Odd (Married to the Music Repackage)       |
| "Chocolate"                                                                                 | 2015   | 87                   | NC                   | —                    | —                     | —                          | Odd (Married to the Music Repackage)       |
| "Don't Let Me Go"                                                                           | 2016   | 29                   | —                    |                      | —                     | —                          | 1 of 1                                     |
| "Prism"                                                                                     | 2016   | 52                   | —                    |                      | —                     | —                          | 1 of 1                                     |
| "Feel Good"                                                                                 | 2016   | 69                   | —                    |                      | —                     | —                          | 1 of 1                                     |
| "Lipstick"                                                                                  | 2016   | 76                   | —                    |                      | —                     | —                          | 1 of 1                                     |
| "Shift"                                                                                     | 2016   | 77                   | —                    |                      | —                     | —                          | 1 of 1                                     |
| "So Amazing"                                                                                | 2016   | 78                   | —                    |                      | —                     | —                          | 1 of 1                                     |
| "Don't Stop"                                                                                | 2016   | 80                   | —                    |                      | —                     | —                          | 1 of 1                                     |
| "U Need Me"                                                                                 | 2016   | 85                   | —                    |                      | —                     | —                          | 1 of 1                                     |
| "Wish Upon a Star"                                                                          | 2016   | 84                   | —                    |                      | —                     | 16                         | 1 and 1                                    |
| "Beautiful Life"                                                                            | 2016   | 86                   | —                    |                      | —                     | 12                         | 1 and 1                                    |
| "All Day All Night"                                                                         | 2018   | 93                   | —                    |                      | —                     | —                          | The Story of Light EP.1                    |
| "You & I"                                                                                   | 2018   | 100                  | —                    |                      | —                     | —                          | The Story of Light EP.1                    |
| "Lock You Down"                                                                             | 2018   | 95                   | 19                   |                      | —                     | —                          | The Story of Light EP.3                    |
| "Heart Attack"                                                                              | 2021   | 110                  | 51                   |                      | —                     | —                          | Don't Call Me                              |
| "Marry You"                                                                                 | 2021   | 115                  | 91                   |                      | —                     | —                          | Don't Call Me                              |
| "Cøde"                                                                                      | 2021   | 117                  | 73                   |                      | —                     | —                          | Don't Call Me                              |
| "Kind"                                                                                      | 2021   | 117                  | 55                   |                      | —                     | —                          | Don't Call Me                              |
| "I Really Want You"                                                                         | 2021   | 118                  | 79                   |                      | —                     | —                          | Don't Call Me                              |
| "Kiss Kiss"                                                                                 | 2021   | 124                  | 98                   |                      | —                     | —                          | Don't Call Me                              |
| "Body Rhythm"                                                                               | 2021   | 126                  | —                    |                      | —                     | —                          | Don't Call Me                              |
| "Attention"                                                                                 | 2021   | 127                  | —                    |                      | —                     | —                          | Don't Call Me                              |
| "Area"                                                                                      | 2021   | —                    | —                    |                      | —                     | 6                          | Atlantis                                   |
| "Days and Years"                                                                            | 2021   | —                    | —                    |                      | —                     | 7                          | Atlantis                                   |
| Japonais                                                                                    |        |                      |                      |                      |                       |                            |                                            |
| "To Your Heart"                                                                             | 2011   | —                    | —                    | *                    | 67                    | —                          | The First                                  |
| "Breaking News"                                                                             | 2013   | 171                  | —                    | —                    | 52                    | —                          | Boys Meet U                                |
| "—" montre qu'aucun classement n'a été atteint ou que ce n'est pas sorti dans cette région. |        |                      |                      |                      |                       |                            |                                            |

## Vidéographie

### Albums vidéos
| Titre                                                                                       | Détails | Meilleures positions | Meilleures positions | Ventes                               |
| Titre                                                                                       | Détails | KOR                  | JPN                  | Ventes                               |
| Japonais                                                                                    | Japonais | Japonais             | Japonais             | Japonais                             |
| ------------------------------------------------------------------------------------------- | --- | -------------------- | -------------------- | ------------------------------------ |
| Shinee World                                                                                | - Date de sortie : 11 janvier 2012 - Langue : Japonais - Labels : SM Entertainment, EMI Music Japan - Format : DVD | —                    | 2                    | - JPN: Plus de 39 393                |
| Shinee World 2012                                                                           | - Date de sortie : 12 décembre 2012 - Langue : Japonais - Label : EMI Music Japan - Formats : DVD, Blu-ray         | —                    | 2                    | - JPN: Plus de 40 264                |
| Shinee World 2013                                                                           | - Date de sortie : 2 avril 2014 - Langue : Japonais - Label : EMI Records Japan - Formats : DVD, Blu-ray           | —                    | 1                    | - JPN: —                             |
| SHINee WORLD 2014 ～I’m Your Boy～ Special Edition in TOKYO DOME                            | - Date de sortie : 1er juillet 2015 - Langue : Japonais - Label : EMI Records Japan - Formats : DVD, Blu-ray       | —                    | 1                    | - JPN: 27 000 (Seulement en Blu-ray) |
| Visual Music by Shinee: Music Video Collection                                              | - Date de sortie : 29 juin 2016 - Langue : Japonais - Labels : EMI Records Japan, SM - Formats : DVD, Blu-ray      | 4                    | 2                    |                                      |
| Shinee World 2016                                                                           | - Date de sortie : 28 septembre 2016 - Langue : Japonais - Labels : EMI Japan, SM - Formats : DVD, Blu-ray         | 4                    | 3                    |                                      |
| Shinee World 2018                                                                           | - Date de sortie : 27 juin 2018 - Langue : Japonais - Labels : EMI Japan, SM - Formats : DVD, Blu-ray              | 3                    | 1                    |                                      |
| Shinee World J Presents: Shinee Special Fan Event in Tokyo Dome                             | - Date de sortie : 12 décembre 2018 - Langue : Japonais - Labels : EMI Japan, SM - Formats : DVD, Blu-ray          | 4                    | 2                    |                                      |
| Shinee World J Presents: Bistro de Shinee                                                   | - Date de sortie : 24 novembre 2021 - Langue : Japonais - Labels : EMI Japan, SM - Formats : DVD, Blu-ray          | 13                   | 7                    |                                      |
| Coréen                                                                                      | |                      |                      |                                      |
| Shinee - The 1st Concert "Shinee World"                                                     | - Date de sortie : 8 août 2012 - Langue : Coréen - Label : SM Entertainment - Format : DVD                         | —                    | —                    | - COR: —                             |
| Shinee - The 2nd Concert "Shinee World II" in Seoul                                         | - Date de sortie : 20 juin 2014 - Langue : Coréen - Label : SM Entertainment - Formats : DVD                       | —                    | —                    |                                      |
| Shinee - The 3rd Concert "Shinee World III" in Seoul                                        | - Date de sortie : 24 avril 2015 - Langue : Coréen - Label : SM Entertainment - Formats : DVD                      | —                    | —                    |                                      |
| Shinee - The 4th Concert "Shinee World IV"                                                  | - Date de sortie : 16 juin 2016 - Langue : Coréen - Label : SM Entertainment - Formats : DVD, Blu-ray              | —                    | —                    |                                      |
| Shinee - The 5th Concert "Shinee World V" in Seoul                                          | - Date de sortie : 14 mars 2017 - Langue : Coréen - Label : SM Entertainment - Formats : DVD                       | —                    | —                    |                                      |
| "—" montre qu'aucun classement n'a été atteint ou que ce n'est pas sorti dans cette région. | |                      |                      |                                      |

### Clips vidéos
| Année    | Chanson                               |
| Coréen   | Coréen                                |
| -------- | ------------------------------------- |
| 2008     | "Replay - Noona Is So Pretty"         |
| 2008     | "Sanso Gateun Neo (Love Like Oxygen)" |
| 2008     | "A.Mi.Go (Amigo)"                     |
| 2009     | "Juliette"                            |
| 2009     | "Ring Ding Dong"                      |
| 2010     | "Lucifer"                             |
| 2010     | "Hello"                               |
| 2012     | "Sherlock (Clue + Note)"              |
| 2013     | "Dream Girl"                          |
| 2013     | "Why So Serious?"                     |
| 2013     | "Everybody"                           |
| 2013     | "Colorful"                            |
| 2015     | "View"                                |
| 2015     | "Married To The Music"                |
| 2016     | "1 of 1"                              |
| 2016     | "Tell Me What To Do"                  |
| 2018     | "Good Evening"                        |
| 2018     | "I Want You"                          |
| 2018     | "Our Page"                            |
| 2018     | "Countless"                           |
| 2021     | "Don't Call Me"                       |
| 2021     | "Atlantis"                            |
| 2023     | "The Feeling"                         |
| Japonais |                                       |
| 2011     | "Replay - You Are My Everything"      |
| 2011     | "Juliette"                            |
| 2011     | "Lucifer"                             |
| 2012     | "Sherlock"                            |
| 2012     | "Dazzling Girl"                       |
| 2012     | "1000-nen, Zutto Soba ni Ite..."      |
| 2013     | "Fire"                                |
| 2013     | "Breaking News"                       |
| 2013     | "Boys Meet U"                         |
| 2013     | "Everybody"                           |
| 2013     | "3 2 1"                               |
| 2014     | "Lucky Star"                          |
| 2014     | "Downtown Baby"                       |
| 2015     | "Your Number"                         |
| 2015     | "Sing Your Song"                      |
| 2015     | "DxDxD"                               |
| 2016     | "Kimi no Seide"                       |
| 2016     | "Winter Wonderland"                   |
| 2017     | "Get The Treasure"                    |
| 2018     | "Sunny Side"                          |
| 2021     | "Superstar"                           |

### Lyric vidéo
| Année | Chanson      |
| ----- | ------------ |
| 2013  | "Symptoms"   |
| 2018  | "Every Time" |
| 2018  | "Our Page"   |
| 2018  | "Tonight"    |